# Стрикленд, Уильям (дирижёр)
Уильям Стрикленд (англ. William Strickland; 25 января 1914, Дефайанс, штат Огайо — 17 ноября 1991, Уэстпорт, штат Коннектикут) — американский дирижёр.
Получил музыкальное образование в Нью-Йорке в церковном хоре, работал органистом в нескольких нью-йоркских храмах.
Руководил крупными хорами в Вашингтоне и Нью-Йорке. В 1946—1951 гг. был первым руководителем возрождённого Нэшвиллского симфонического оркестра. В дальнейшем выступал и записывался с различными оркестрами США, а также с Исландским симфоническим оркестром, Японским филармоническим оркестром, Гётеборгским симфоническим оркестром и др. В 1956 г. дирижировал юбилейным концертом в честь 60-летия Американской ассоциации органистов. Был известен как настойчивый пропагандист новейшей музыки — в частности, сочинений Сэмюэла Барбера, Чарльза Айвза, Роджера Сешенса, Генри Кауэлла, Алана Хованесса, Хомера Келлера, Уолтера Пистона и др.
В 1966 г. удостоен Премии Дитсона, присуждаемый дирижёрам США за выдающийся вклад в развитие американской музыки.